# Mixtura saginata
Mixtura saginata är en svampart som först beskrevs av Hans Sydow, och fick sitt nu gällande namn av O.E. Erikss. & J.Z. Yue 1990. Mixtura saginata ingår i släktet Mixtura och familjen Phaeosphaeriaceae.   Inga underarter finns listade i Catalogue of Life.